# Tipula (Lunatipula) forcipula
Tipula (Lunatipula) forcipula is een tweevleugelige uit de familie langpootmuggen (Tipulidae). De soort komt voor in het Palearctisch gebied.